# HMS Royalist (89)
HMS Royalist (89) là một tàu tuần dương hạng nhẹ thuộc lớp Dido của Hải quân Hoàng gia Anh Quốc, được đưa ra hoạt động trong Chiến tranh Thế giới thứ hai. Sau chiến tranh nó được chuyển cho Hải quân Hoàng gia New Zealand và tiếp tục hoạt động dưới tên gọi HMNZS Royalist cho đến khi ngừng hoạt động năm 1966 và bán để tháo dỡ năm 1967.

## Thiết kế và chế tạo
Royalist được chế tạo dựa trên thiết kế của lớp Dido được cải tiến chỉ với bốn tháp pháo nhưng có dàn hỏa lực phòng không được cải thiện, còn được gọi là Dido Nhóm 2. Nó được đóng bởi hãng Scotts Shipbuilding and Engineering Company tại Greenock, Scotland; được đặt lườn vào ngày 21 tháng 3 năm 1940. Nó được hạ thủy vào ngày 30 tháng 5 năm 1942 và đưa ra hoạt động vào ngày 10 tháng 9 năm 1943.

## Lịch sử hoạt động

### Phục vụ cùng Hải quân Hoàng gia Anh

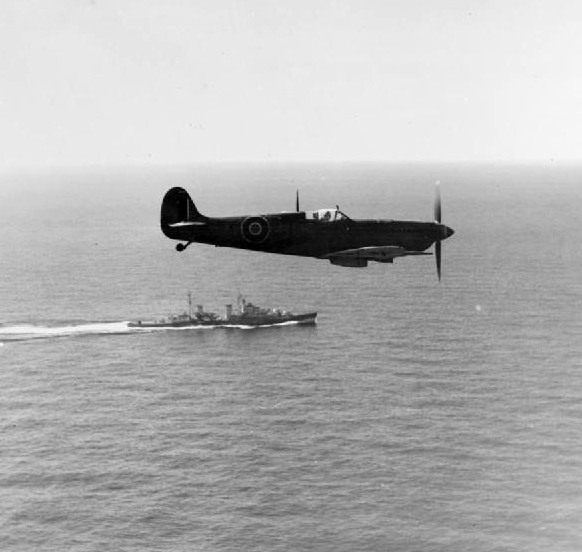
Một chiếc Supermarine Seafire thuộc Phi đội Không lực Hải quân Hoàng gia 807 bay bên trên HMS Royalist trong một chuyến bay huấn luyện từ Căn cứ Không lực Hải quân Hoàng gia Dekhelia, Ai Cập.

Royalist gia nhập Hạm đội Nhà để phục vụ hộ tống cho các đoàn tàu vận tải Bắc Cực, cũng như bảo vệ cho một số cuộc không kích từ tàu sân bay nhắm vào thiết giáp hạm Đức Tirpitz khi nó ẩn náu tại Na Uy. Sau đó nó được chuyển sang Địa Trung Hải hỗ trợ cho Chiến dịch Dragoon, cuộc đổ bộ lên miền Nam nước Pháp vào tháng 8 năm 1944, trong thành phần hải đội hộ tống tàu sân bay Lực lượng Đặc nhiệm 88. Vào ngày 15 tháng 9, cùng với tàu khu trục HMS Teazer, nó đã đánh chìm các tàu vận tải KT4 và KT26 ngoài khơi mũi Spatha.
Royalist sau đó đặt căn cứ tại biển Aegean cho đến cuối năm 1944, khi nó được lệnh chuyển sang Đông Ấn. Vào tháng 4 năm 1945, nó đảm nhiệm vai trò soái hạm của Hải đội Hộ tống Tàu sân bay 21 hỗ trợ cho Chiến dịch Dracula, cuộc đổ bộ lên Rangoon, Myanma; và trong tháng tiếp theo nằm trong thành phần của lực lượng tìm cách đánh chặn bất thành lực lượng tàu tuần dương và tàu khu trục Nhật Bản triệt thoái lực lượng khỏi quần đảo Andaman. Trong thời gian còn lại của chiến tranh, nó bảo vệ cho các cuộc không kích từ tàu sân bay xuống các mục tiêu tại Đông Ấn và Sumatra.

### Phục vụ cùng Hải quân Hoàng gia New Zealand
Royalist được cho rút khỏi Đông Ấn sau khi kết thúc xung đột, và cho quay trở về nhà đưa về Lực lượng dự bị. Vào năm 1954 nó trải qua một đợt tái trang bị lớn, vốn hoàn tất vào tháng 4 năm 1956, và chiếc tàu tuần dương được chuyển giao cho Hải quân Hoàng gia New Zealand vào ngày 9 tháng 7 năm 1956.
Khi Thuyền trưởng Peter Phipps nhận quyền chỉ huy Royalist vào năm 1955, Cao ủy phụ tá Frank Corner đã bị sốc khi được Phipps thông báo rằng Royalist là một "con bạch tượng" hoàn toàn không phù hợp cho Hải quân New Zealand để hoạt động tại Thái Bình Dương: nó có tầm hoạt động hạn chế không thể đi xa đến Tahiti mà không phải tiếp thêm nhiên liệu. Nó được gắn những thiết bị mới cho vai trò tàu hộ tống phòng không cho tàu sân bay, nên chỉ có pháo 5,25 inch thay vì 6 inch hoặc 4 inch như thường lệ. Nhân sự đầy đủ là 600 so với 550 người trên chiếc Bellona, và với những thiết bị bổ sung thủy thủ đoàn đông hơn phải được bố trí nghỉ ngơi trên khoảng trống hẹp hơn. Ngân khố Anh đã từ chối các khoản chi bổ sung nhằm cải tiến con tàu vốn phải đưa về lực lượng dự bị. "Và họ đã nghĩ đến New Zealand (như là kẻ chịu đựng thay)!"
Vào năm 1956 Thủ tướng New Zealand Sidney Holland đã không cho phép Royalist được sử dụng cùng với Hạm đội Anh tại Địa Trung Hải trong vụ Khủng hoảng kênh đào Suez, nơi mà nó có thể đóng vai trò bảo vệ cho Hạm đội Anh chống lại những máy bay phản lực Dassault Mystère của Israeli nếu Anh hỗ trợ cho Jordan chống lại Israel, thay vì đối phó với những chiếc Beechcraft Musketeer của Ai Cập. Vào đầu năm 1957, Royalist tham gia tập trận chung với tàu sân bay Australia HMAS Melbourne. Vào tháng 11 năm 1965, nó bị hỏng động cơ khi các nồi hơi bị nước biển xâm nhập, và phải được kéo đi trong một lúc; nhưng sau khi được kỹ sư trên tàu sửa chữa nó đã có thể quay trở về Auckland bằng chính động lực của mình.

### Ngừng hoạt động – Số phận
Royalist được cho ngừng hoạt động vào ngày 4 tháng 6 năm 1966. Sau mười một năm phục vụ cùng Hải quân Hoàng gia New Zealand, Royalist quay trở lại quyền kiểm soát của Hải quân Hoàng gia Anh vào năm 1967. Nó được bán cho hãng Nissho Co. của Nhật Bản vào tháng 11 năm 1967 để tháo dỡ, và đã được kéo từ Auckland vào ngày 31 tháng 12 năm 1967 đến Osaka.

## Văn hóa đại chúng
Nhà văn Scotland Alistair MacLean từng phục vụ trên Royalist trong Chiến tranh Thế giới thứ hai, và đã sử dụng kinh nghiệm của mình làm bối cảnh cho tác phẩm đầu tay của mình HMS Ulysses cũng như trong những tác phẩm khác của ông sau đó.